# Hrašče, Vipava
Hrašče este o localitate din comuna Vipava, Slovenia, cu o populație de 66 de locuitori.